# Santa Maria del Ritiro al Gianicolo
Santa Maria del Ritiro al Gianicolo är en kyrkobyggnad i Rom, helgad åt Jungfru Maria. Kyrkan är belägen vid Via di San Francesco di Sales på Janiculums sluttning i Rione Trastevere och tillhör församlingen Santa Dorotea. Kyrkan tillhör Congregazione del Cuore Immacolato di Maria, latin Congregatio Immaculati Cordis Mariae (CICM), det vill säga Jungfru Marie Obefläckade Hjärtas kongregation. Kongregationen kallas även Missionari di Scheut, då den grundades i stadsdelen Scheut i Anderlecht. Grundare var den romersk-katolske prästen Theophiel Verbist (1823–1868).